# Borowce (stacja kolejowa)
Borowce (biał. Бараўцы, ros. Боровцы) – stacja kolejowa w miejscowości Baranowicze, w rejonie baranowickim, w obwodzie brzeskim, na Białorusi. Leży na linii Baranowicze – Wołkowysk.
Nazwa stacji pochodzi od dawnej wsi Borowce.